# 褚䂮
褚䂮（?—?），字武良，西晋河南郡陽翟县（今河南省禹州市）人。

## 生平
褚䂮有器量，以才干能力著称。曾经为县吏，有事办得不恰当，县令想要鞭打他，褚䂮说：“物各有所用，榱椽之材不应该作篱笆，愿明府垂察。”县令放过了他。因为家贫，辞掉了县吏。年近五十，镇南将军羊祜与褚䂮有旧交，告知晋武帝，才被任用。王沈担任尚书，出监豫州诸军事、奋武将军、豫州刺史。他在豫州，以赏赐请求军民直言，担任主簿的褚䂮和陈廞不同意以赏赐引导言路，所以没有实行。
尚书褚䂮、郭奕奏称国丈杨骏小器，不可以任社稷之重。晋武帝不从。齐王司马攸出镇，庾旉上书持异议。先呈其父庾纯，庾纯不禁。太常郑默、博士祭酒曹志也参与其事。晋武帝以博士不答所问，答所不问，大怒，事下有司。褚䂮和尚书朱整奏请将庾旉等八人交付廷尉。庾纯诣廷尉自首，武帝免庾纯之罪。褚䂮和尚书令卫瓘、很器重郎中虞溥。太康六年（285年）正月初九，以征南大将军王浑为尚书左仆射，尚书褚䂮都督扬州诸军事，扬济都督荆州诸军事。褚䂮最后官至安东将军。

## 子
- 褚，褚翜之父。
- 褚说
- 褚洽，官至武昌郡太守，褚裒之父。
- 褚裕
- 褚祥